# Quiraya (Ayopaya)
Quiraya (auch: Keraya) ist eine Ortschaft im Departamento Cochabamba im südamerikanischen Andenstaat Bolivien.

## Lage im Nahraum
Quiraya liegt in der Provinz Ayopaya und ist eine Ortschaft des Cantón Ayopaya im Municipio Ayopaya. Die Ortschaft liegt auf einer Höhe von 3185 m im Quellbereich des Río Khollpa Mayu, der in südöstlicher Richtung über den Río Santa Rosa zum Río Morochata fließt.

## Geographie
Quiraya liegt zwischen der Cordillera Mazo Cruz und der Cordillera del Tunari, einem nordwestlichen Teilabschnitt der Cordillera Oriental. Das Klima ist ein typisches Tageszeitenklima, bei dem die Temperaturschwankungen zwischen Tag und Nacht deutlicher ausfallen als zwischen den Jahreszeiten.
Die Jahresdurchschnittstemperatur der Region liegt bei knapp 15 °C (siehe Klimadiagramm Independencia) und schwankt im Jahresverlauf zwischen 11 °C im Juni/Juli und 17 °C im November/Dezember. Der jährliche Niederschlag liegt bei etwa 750 mm, wobei einer Trockenzeit von Mai bis August mit Monatsniederschlägen unter 20 mm eine ausgeprägte Feuchtezeit gegenübersteht, in der von Dezember bis März die Monatswerte deutlich über 100 mm hinausgehen.

## Verkehrsnetz
Quiraya liegt in einer Entfernung von 182 Straßenkilometern nordwestlich von Cochabamba, der Hauptstadt des Departamentos.
Durch das 25 Kilometer weiter südlich gelegene Independencia führt die unbefestigte Nationalstraße Ruta 25, die in Nordwest-Südost-Richtung von La Paz über Chulumani nach Independencia und weiter nach Cochabamba führt. Von Independencia aus führt eine Landstraße in nördlicher Richtung vorbei am Friedhof „Cementeria Independencia“ und erreicht über Manzanani nach achtzehn Kilometern Quiraya und führt weiter in das zehn Kilometer entfernte Chuchuhuaya.

## Bevölkerung
Die Einwohnerzahl der Ortschaft ist in dem Jahrzehnt zwischen den beiden letzten Volkszählungen um ein Drittel zurückgegangen:
| Jahr | Einwohner         | Quelle       |
| ---- | ----------------- | ------------ |
| 1992 | keine Detaildaten | Volkszählung |
| 2001 | 208               | Volkszählung |
| 2012 | 131               | Volkszählung |

Der überwiegende Teil der örtlichen Bevölkerung gehört dem indigenen Volk der Quechua an, im Municipio Ayopaya sprechen 97,9 Prozent der Bevölkerung Quechua.